# Кубок Німеччини з футболу 1998—1999
Кубок Німеччини з футболу 1998—1999 — 56-й розіграш кубкового футбольного турніру в Німеччині. У кубку взяли участь 64 команди. Переможцем кубка Німеччини вчетверте став бременський Вердер.

## Другий раунд
| Команда 1                       | Рахунок         | Команда 2                     |
| ------------------------------- | --------------- | ----------------------------- |
| 17 вересня 1998                 |                 |                               |
| Енергі (Котбус) (2)             | 2:4             | Боруссія (Менхенгладбах)      |
| Гамбург                         | 4:0             | Унтерахінг (2)                |
| 22 вересня 1998                 |                 |                               |
| Айсбагталер (Нентерсгаузен) (5) | 1:4             | Рот-Вайс (Обергаузен) (2)     |
| Теніс Боруссія (2)              | 4:2             | Штутгартер Кікерс (2)         |
| Вердер                          | 3:2             | Ганза                         |
| Кайзерслаутерн                  | 1:1 дч пен. 4:5 | Бохум                         |
| Баєр 04                         | 1:1 дч пен. 3:4 | Герта                         |
| Штутгарт                        | 3:2             | Айнтрахт (Франкфурт-на-Майні) |
| Фортуна (Дюссельдорф) (2)       | 2:1             | Мюнхен 1860                   |
| Армінія (Білефельд) (2)         | 2:1             | Ваттеншайд 09 (2)             |
| 23 вересня 1998                 |                 |                               |
| Шпортфройнде (Зіген) (3)        | 1:0             | Фрайбург                      |
| Карл Цейс (3)                   | 1:2             | Дуйсбург                      |
| Вольфсбург                      | 3:0 дч          | Нюрнберг                      |
| Гройтер-Фюрт (2)                | 0:0 дч пен. 3:4 | Баварія                       |
| Юрдінген 05 (2)                 | 1:1 дч пен. 5:4 | Санкт-Паулі (2)               |
| Боруссія (Дортмунд)             | 1:0 дч          | Шальке 04                     |

## Третій раунд
| Команда 1                 | Рахунок         | Команда 2                 |
| ------------------------- | --------------- | ------------------------- |
| 27 жовтня 1998            |                 |                           |
| Штутгарт                  | 3:1             | Боруссія (Дортмунд)       |
| Бохум                     | 0:1             | Боруссія (Менхенгладбах)  |
| Вольфсбург                | 3:1             | Армінія (Білефельд) (2)   |
| Рот-Вайс (Обергаузен) (2) | 3:3 дч пен. 4:3 | Гамбург                   |
| 28 жовтня 1998            |                 |                           |
| Теніс Боруссія (2)        | 4:2             | Герта                     |
| Вердер                    | 3:2             | Фортуна (Дюссельдорф) (2) |
| Дуйсбург                  | 2:4             | Баварія                   |
| 3 листопада 1998          |                 |                           |
| Шпортфройнде (Зіген) (3)  | 1:0             | Юрдінген 05 (2)           |

## Чвертьфінали
| Команда 1                 | Рахунок | Команда 2                |
| ------------------------- | ------- | ------------------------ |
| 1 грудня 1998             |         |                          |
| Баварія                   | 3:0     | Штутгарт                 |
| 2 грудня 1998             |         |                          |
| Шпортфройнде (Зіген) (3)  | 1:3     | Вольфсбург               |
| Рот-Вайс (Обергаузен) (2) | 2:0     | Боруссія (Менхенгладбах) |
| Вердер                    | 2:1 дч  | Теніс Боруссія (2)       |

## Півфінали
| Команда 1                 | Рахунок | Команда 2 |
| ------------------------- | ------- | --------- |
| 9 березня 1999            |         |           |
| Рот-Вайс (Обергаузен) (2) | 1:3     | Баварія   |
| 10 березня 1999           |         |           |
| Вольфсбург                | 0:1     | Вердер    |

## Фінал
| 12 червня 1999 19:30 (CET) |

| Баварія                                                    | 1:1 дч   | Вердер                                          |
| ---------------------------------------------------------- | -------- | ----------------------------------------------- |
| Янкер 45'                                                  | Протокол | Максимов 4'                                     |
|                                                            | Пенальті |                                                 |
| Саліхаміджич · Даеї · Тарнат · Янкер · Еффенберг · Маттеус | 4:5      | Боде · Тодт · Богданович · Вікі · Айльтс · Рост |

| Олімпіаштадіон, Берлін Глядачів: 75 841 Арбітр: Юрген Ауст |